# 福田洋介
福田 洋介（ふくだ ようすけ、1975年4月19日 - ）は、日本の作曲家・編曲家・指揮者。東京都杉並区出身。

## 人物・来歴
11歳の時に、コンピュータによる音楽製作を開始し、現在まで作編曲を独学で習得する。東京都立豊多摩高等学校在学中の1991年から作曲家としての活動を開始し、管弦楽、器楽、吹奏楽、演劇、舞踏、テレビ、映画など多くの分野にわたる創作を行っている。シエナ・ウインド・オーケストラ、東京佼成ウインドオーケストラ、自衛隊音楽隊、SEKAI NO OWARIなどの作編曲担当としても活動している。
2003年、『吹奏楽のための「風之舞」』で、第14回朝日作曲賞を受賞、翌年の全日本吹奏楽コンクール課題曲として全国のアマチュアバンドに演奏された。また、日本テレビ系列で放映された「1億人の大質問!?笑ってコラえて!」の人気コーナー「日本列島 吹奏楽の旅」でこの曲の練習風景が何度も放送されたため、一般に広く知られるようになった。吹奏楽曲だけではなく、エレクトーンやピアノ連弾に編曲、出版されている。
2008年、『マーチ「ブランニュー・デイ」』で第41回下谷奨励賞佳作。
2011年、『さくらのうた』で第22回朝日作曲賞を受賞（通算２度目）。東邦音楽大学特任准教授(2016-2021)、上野学園短期大学特任教授(2024-)、日本音楽著作権協会正会員、21世紀の吹奏楽「響宴」会員、日本吹奏楽指導者協会(JBA)正会員

## 主な作品

### 吹奏楽曲
- FU-GA-KU II（神奈川県立西湘高等学校吹奏楽部初演）〈1997〉
- KA-GU-RA for Band（平成11年日本吹奏楽指導者協会下谷賞佳作、第3回 21世紀の吹奏楽“響宴”入選作品） 〈1999〉
- 道中らぷそでぃ（第3回「風雅」にて京都西山高等学校吹奏楽部初演）〈2003〉
- 吹奏楽のための「風之舞」（第14回朝日作曲賞、2004年度全日本吹奏楽コンクール課題曲I）
- マーチ「ブランニュー・デイ」（第11回 21世紀の吹奏楽“響宴”入選作品）〈2005〉
- シンフォニック・ダンス（航空自衛隊中部航空音楽隊委嘱、第10回 21世紀の吹奏楽“響宴”入選作品）〈2006〉
- LOVE POP SOUL!（龍谷大学吹奏楽部演奏にてレコーディング）〈2007〉
- 序曲「楽園のとびら」（都立西高等学校吹奏楽部委嘱作品）〈2007〉
- 翡翠 - JADE（都立戸山高等学校吹奏楽部委嘱作品、第16回 21世紀の吹奏楽“響宴”入選作品）〈2007〉
- 華円舞（金管八重奏版を吹奏楽版へ編曲、奈良育英中学校吹奏楽部委嘱作品）〈2008〉
- 空の歌（杉並区立阿佐ヶ谷中学校吹奏楽部委嘱作品）〈2008〉
- Starry Journey -Prelude（柏市立酒井根中学校吹奏楽部委嘱作品）〈2009〉
- 波濤の角〈2010〉
- Wing colors（東京都立つばさ総合高等学校吹奏楽部委嘱作品）〈2010〉
- ジュビリー・ファンファーレ（磐田吹奏楽連盟委嘱作品）〈2010〉
- アヴェニュー・ディヴェルティメント（都立葛飾総合高等学校吹奏楽部委嘱作品）〈2010〉
- 祭-YAGIBUSHI Brass Rock（「たそがれコンサート2010」にて大阪市立文の里中学校・高津中学校・春日出中学校吹奏楽部により委嘱初演）
- Dancin' 会津磐梯山（「たそがれコンサート2011」にて大阪市立文の里中学校・高津中学校・春日出中学校吹奏楽部により委嘱初演）
- 春の詩（杉並区立阿佐ヶ谷中学校吹奏楽部委嘱作品）〈2011〉
- 鳳凰〈2012〉
- 空の回廊〈2012〉
- Saxophone Chansonnet - Concerto（第15回 21世紀の吹奏楽“響宴”入選作品）〈2012〉
- さくらのうた（第22回朝日作曲賞、2012年度全日本吹奏楽コンクール課題曲Ⅰ、後に都立葛飾総合高等学校により改訂版委嘱・出版）
- ファンタジアIII - やなひめ奇譚〈2013〉
- 輝のしるべ （東京都・八王子市立陵南中学校吹奏楽部委嘱作品）〈2013〉
- 海の歌（海上自衛隊東京音楽隊委嘱、第18回 21世紀の吹奏楽“響宴”入選作品）〈2013〉
- 交響詩「美しの丘」（奈良県立登美ケ丘高等学校吹奏楽部委嘱作品）〈2013〉
- OSAKA JINK（「たそがれコンサート2014」にて大阪市立文の里中学校・高津中学校・春日出中学校・桜宮中学校吹奏楽部により委嘱初演）
- キボウノカゼ（東北復興祈念委嘱作品）〈2014〉
- 吹奏楽のための群青（海上自衛隊東京音楽隊委嘱、第21回 21世紀の吹奏楽“響宴”入選作品）〈2014〉
- ほたるのひかり（愛知県立阿久比高等学校吹奏楽部委嘱作品）〈2015〉
- BU-GA-KU〈2016〉
- 山河の舞（第20回 21世紀の吹奏楽“響宴”委嘱作品）〈2017〉
- 時をたたえる歌（東京都立荻窪高等学校吹奏楽部委嘱作品）〈2017〉
- 富嶽幻影-羽衣伝（静岡テイクズ吹奏楽団委嘱作品）〈2017〉
- 交響詩「小江戸の情景」（川越市吹奏楽団委嘱作品）〈2018〉
- Silver Dances（習志野ウィンド・オーケストラ委嘱作品）〈2018〉
- 狂詩曲「津軽の四季」（弘前地区吹奏楽連盟委嘱作品）〈2018〉
- 紅のファンファーレとダンス（大阪経済大学吹奏楽総部委嘱作品）〈2018〉
- 行進曲「麗」〈2019〉
- 寿 – KOTOBUKI （シエナ・ウインド・オーケストラ委嘱作品）〈2019〉
- シンフォニック・エチュード「春」（都立葛飾総合高等学校吹奏楽部委嘱作品）〈2019〉
- 響きの街へ （荻窪音楽祭委嘱作品）〈2019〉
- 富嶽幻影 – 龍の爪（静岡テイクズ吹奏楽団委嘱作品）〈2020〉
- 龍昇り、桜舞う - 吹奏楽のためのファンタジア（鹿児島学園龍桜高等学校吹奏楽部委嘱作品）〈2020〉
- 碧の歌〈2021〉
- 収穫の讃歌〈2022〉
- 交響組曲（梁川交響吹奏楽団委嘱作品）〈2022〉
- 富嶽幻影 – ほたる、葵（静岡テイクズ吹奏楽団委嘱作品）〈2023〉
- 命の歌（陸上自衛隊東部方面音楽隊委嘱作品）〈2023〉
- 交響詩「竹田城」（陸上自衛隊中部方面音楽隊委嘱作品）〈2024〉

### 吹奏楽編曲
- 故郷の空 in Swing（2007年ジャパンバンドクリニックにて龍谷大学吹奏楽部演奏）
- Time To Say Goodbye
- ラプソディ・イン・ブルー (ガーシュウイン)
- およげ!たいやきくん in Swing
- Birdland
- キャラバンの到着
- Xmas Swingin' Collection
- 組曲「魔女の宅急便」 (久石譲)
- 交響三章 第3楽章 (三善晃)
- 管弦楽のための協奏曲 (三善晃)
- 舞踏組曲 (小倉朗)
- 交響詩「死の舞踏」(サン=サーンス)
- ロデオ - 4つのダンス・エピソード (コープランド)
- ピアノ協奏曲 ト長調 (ラヴェル)
- 「メリー・ポピンズ」 (ディズニー・オン・ブラス)
- NHK大河ドラマ「平清盛」テーマ曲(バンドジャーナル2012年4月号付録)
- Make Her Mine
- 阪神タイガースの歌（六甲おろし）
- カギかけロックの唄 (69の日阿佐ヶ谷会場にてすぎなみ彩楽ウインドシンフォニー演奏)

### 管弦楽曲
- 「風之舞」（吹奏楽版を管弦楽版へ編曲、2006年初演:青山フィルハーモニー管弦楽団）
- 「さくらのうた」（吹奏楽版を管弦楽版へ編曲、初演:21世紀オーケストラ）

### 室内楽曲
- ガラスの香り
- ソナチネ
- 華円舞
- イディール
- ブーケ・ソネット
- ダンス・ゴシック
- 綿色のパヴァーヌ
- ゆきのはなびら
- 連獅子
- ソナタ・カフェ
- スカーレット・ステップ
- アラベスク・ダンシュ
- ときのしずく
- はなのゆくえ
- 三日月のシャンソン
- みのりの歌
- 剣舞/KEN-BAI
- なぎさの詩
- 森の騎士
- とりかごのとびら
- クラリネット・ダンス
- 天狗舞
- 宝船奇想曲第1
- 宝船奇想曲第2
- 宝船奇想曲第3
- 潮風の盆唄 - 相馬盆唄による
- 白狐囃子
- いさり火の歌
- Vivid Times Quartet
- あかつきの舞
- OASIS
- 夕影のセレナーデ
- Azure Park
- ファントム・ダンス
- フェアリー・ストーリーズ
- 騎馬の肖像
- 天の剣
- 秋の穂 - 刈干切唄による奇想曲
- 祈りのソネット
- はなやぎ
- いにしえの手紙
- 蒼月ふぁんたじあ
- ダンス・トゥジュール
- カクテル・ディヴェルティメント
- 銀のひかり
- MOMOTARO
- アイリッシュ・リーヴス
- 青い風
- ピーコック・ブルー
- 十六夜
- 炉端のバラード
- 緋色の輪舞
- 3つの花
- 水蒼き琵琶
- 台湾国家公園組曲
- 花をどり
- Starlight Consort
- The Pixels
- うるわしき夢
- ダンス・レジオナーレ
- 愛の歌
- ジャーニー・ファンタジカ
- OHAYASHI-ZAMMAI
- 月影三章
- 3枚のはがき
- 楓の詩
- 一閃の舞
- バスクラリネット・ソナタのための2つのソナタ 第一番「ダイアモンド・ダスト」
- バスクラリネット・ソナタのための2つのソナタ 第二番「風花」
- 夜桜
- Duo Cantabile
- パープル・トッカータ
- サンクチュアリー
- 夏雲の唄
- Oxygen

### 映画
- 月のあかり(GAGA)
- Cook me softly (Webシネマ・NETCINEMA.TV)

### テレビ
- 斎藤憲三物語 - 2勝98敗の男（秋田放送）
- NHK海外ドラマ・日本語版オープニング/エンディング音楽（「アリーmyラブ」「ダーマ&グレッグ」「ロズウェル - 星の恋人たち」「マイ・スイート・メモリーズ」等）

### CD
- YOSUKE FUKUDA SHOW! 福田洋介作品集（ウインズスコア）

### SEKAI NO OWARI
- 炎と森のカーニバル （CD : ブラスバンドアレンジ）
- ピエロ（CD : ブラスバンドアレンジ、LIVE : Twilight City アレンジ）
- プレゼント（CD : ブラスバンドアレンジ）
- サザンカ（TV : NHK平昌オリンピック特番用アレンジ）
- BLUE PLANET（CD , Live : 作曲、アリーナツアーオープニング曲）
- TOKYO FANTASY ホーンアレンジ
- The Dinner ストリングスアレンジ
- Tarkus オーケストラアレンジ
- BLUE PLANET ORCHESTRA オーケストラアレンジ
- 深海 ホーンアレンジ

## 指揮活動
- すぎなみ彩楽ウインドシンフォニー 音楽監督 (2006年～現在)
- Sherpas Saxophone Large Ensemble 音楽監督 (2012年～2018年)
- 医科学生ウインドオーケストラ 指揮者 (2014年～現在)
- 甲斐市敷島吹奏楽団 合奏トレーナー (2015年～2021年)
- 東邦音楽大学ウインドオーケストラ指揮者 (2016年～2020年)
- 上野学園短期大学ウインドアンサンブル指揮者 (2023年～現在)